# Гнила (річка)
Гнила, Жива — річка в Україні, в Оратівській селищній громаді Вінницького району Вінницької області. Права притока Роськи (басейн Дніпра).

## Опис
Довжина 24 км, похил річки — 2 м/км. Формується з лівої притоки Пікалки, багатьох безіменних струмків та водойм. Площа басейну 187 км².

## Розташування
Бере початок на північно-східній стороні від села Скибин. Тече переважно на північний схід і в селі Новоживотів впадає в річку Роську, праву притоку Росі. 
Населені пункти вздовж берегової смуги: Заруддя, Прибережне, Оратів, Животівка.

## Притоки

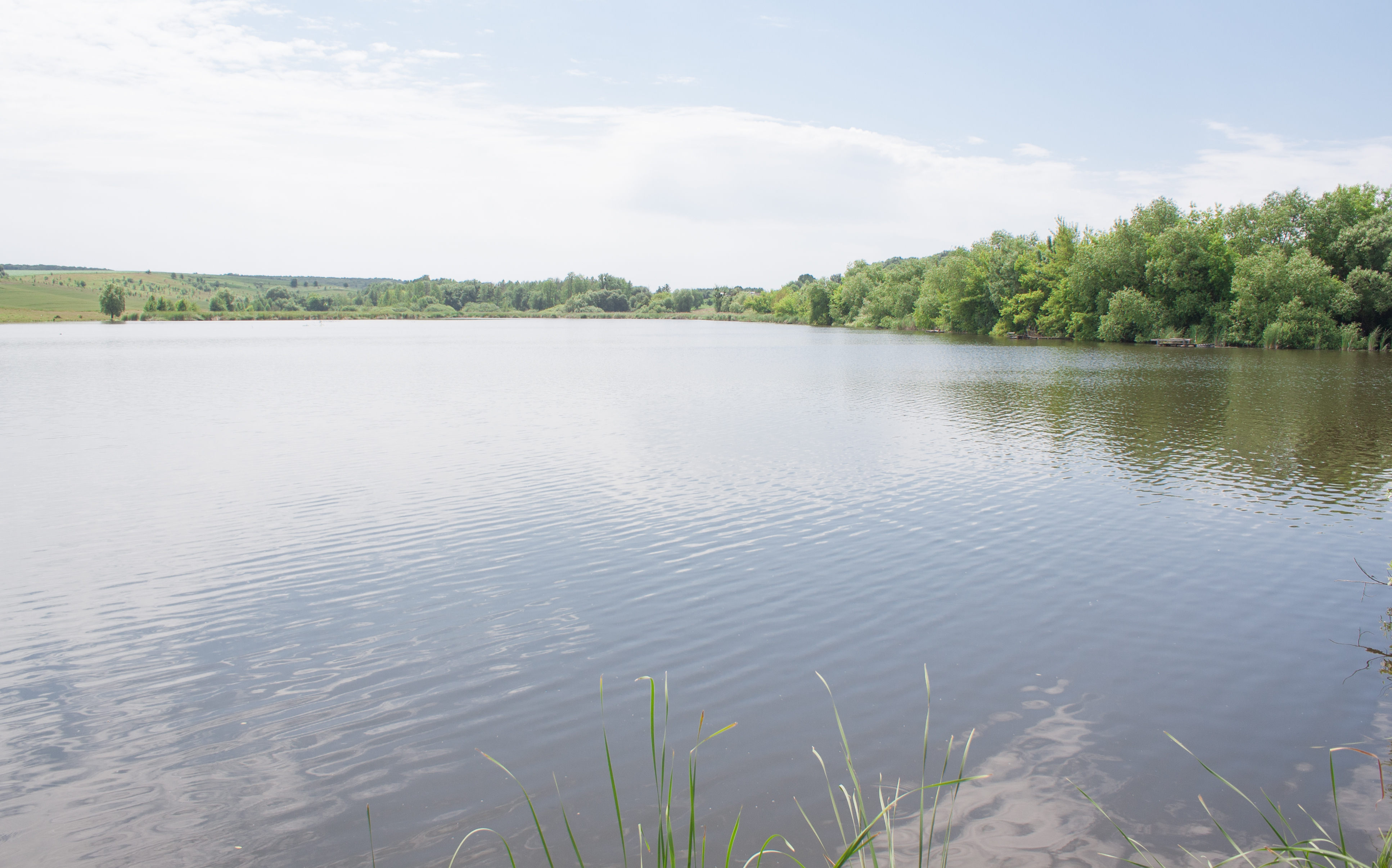
Ставок на безіменній річці у с. Гоноратка

- Річка без назви - ліва притока. Бере початок у Лопатинці. Тече переважно на північний схід понад Тарасівкою і на околиці Животівки впадає у Гнилу за 9,8 км від її гирла. Довжина річки 10 км. Формується з багатьох безіменних струмків та водойм. Площа басейну 35,8 км².

- Річка без назви - права притока. Бере початок на північному заході від село Фронтівка. Тече переважно на північний захід через Гоноратку і біля Прибережного впадає у річку Гнилу за 15 км від її гирла. Довжина річки 6,8 км, площа басейну - 24,2 км².

- Пікалка (права).

## Галерея

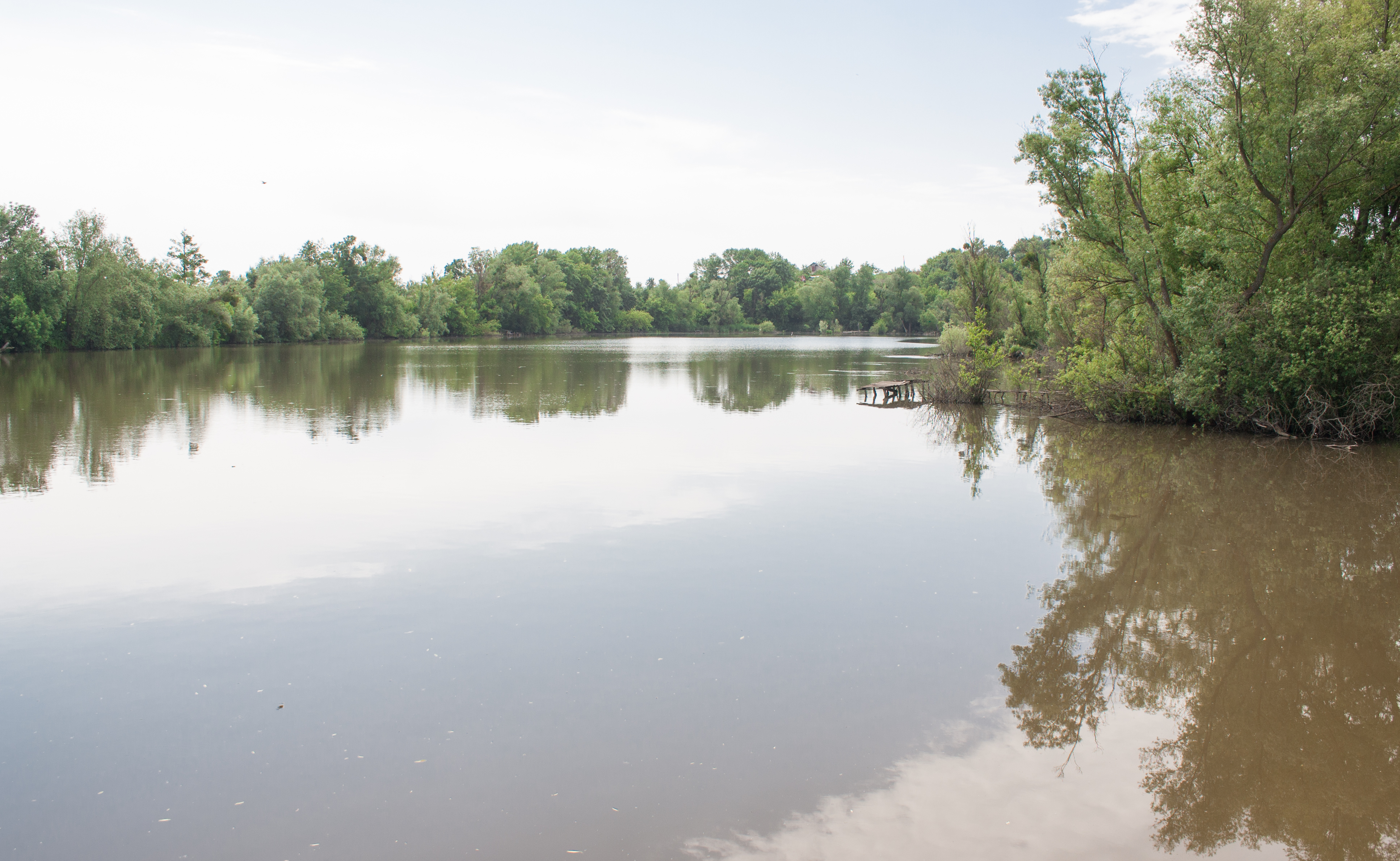
Ставок на річці в селі Прибережне
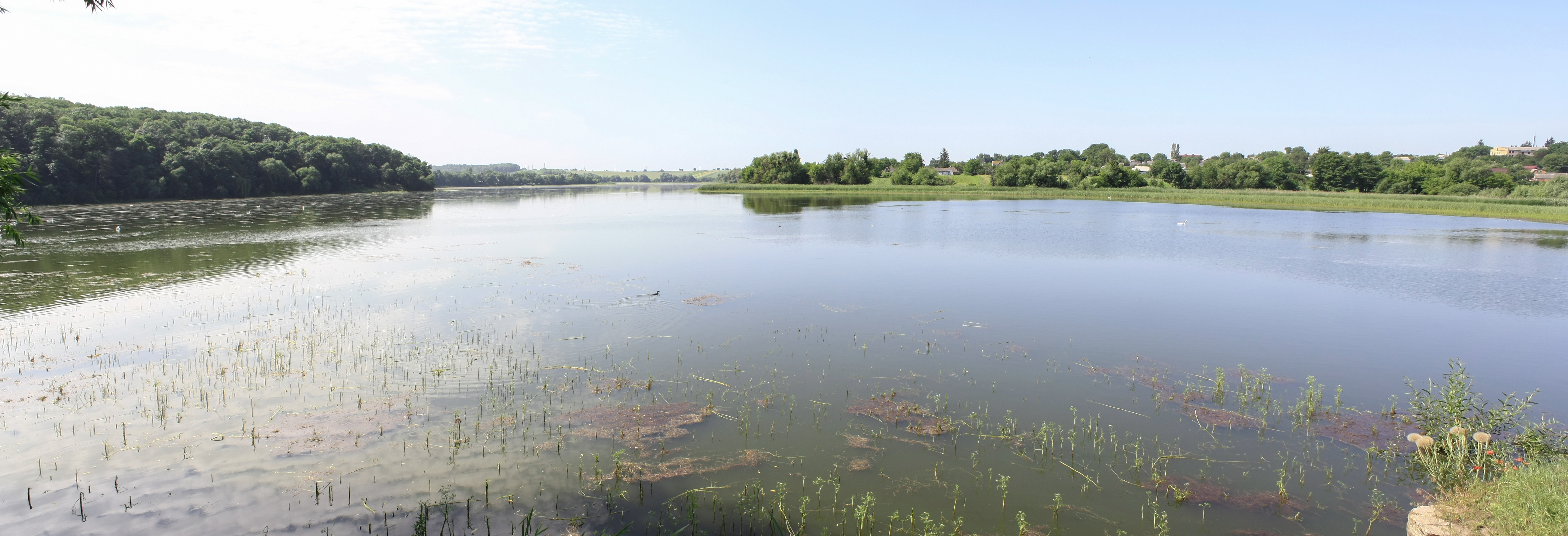
Ставок на річці в смт Оратів
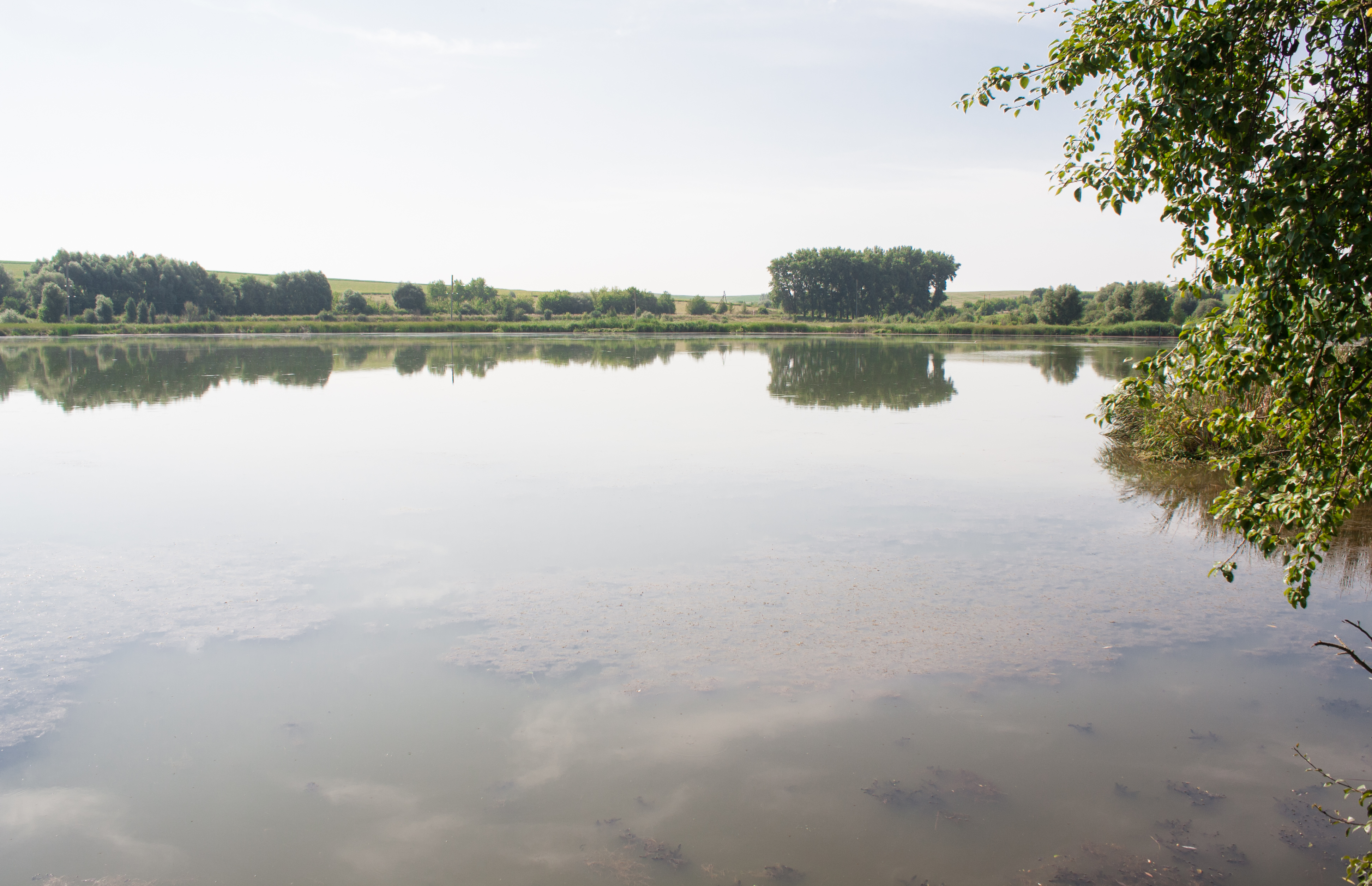
Ставок на річці в селі Животівка